# Francisco Schmitt
Francisco Schmitt (conhecido pelo apelido Chicão; Angelina, 3 de agosto de 1933) é um advogado e remador brasileiro.
Filho de João Benjamin Schmitt e de Maria Prim Schmitt.

## Carreira
Foi atleta do Clube de Regatas Aldo Luz, pelo qual conquistou diversas medalhas.
Em 1959 foi para a cidade do Rio de Janeiro, onde residiu durante 21 anos, concluindo sua formação em direito, concluindo parte de seu curso na Universidade de Bonn, Alemanha.

## 4º Campeonato Sul-Americano de Remo
O texto a seguir foi elaborado por Francisco Schmitt em sua página no Facebook e disposto pelo mesmo para publicação!

## Parte 1
"Desembarque ainda no aeroporto do país sede (Peru) da grande competição, causa o primeiro impacto de quem entra no grande palco do teatro onde tudo se dará. A partir daí são emoções e descobertas, chegando ao ápice no dia da competição quando se adentra a garage dos barcos de cedro, vê o seu no respectivo estaleiro, descansando à espera da sua chegada. Você se achega, o acaricia, de leve, trata-se de seu íntimo, extensão do seu corpo, condutor para  vitória. Hamilton Cordeiro, Chicão, Edison Westphal e Sady Cayres Berber e mais timoneiro Álvaro Elpo, prontos para a guerra, camisas amarelo bordas verdes da Seleção Brasileira. Há uma certa vibração e nervosismo no ar.
Desfecho a ser grandioso, porém sofrido, esperado, está por acontecer dali a instantes. Chegam os temíveis argentinos, seus vistosos agasalhos predominando azul, ARGENTINA, campeões europeus no “quatro com” de onde acabavam de chegar cheios de glória e justificada soberba. Francos favoritos, unanimidade, por isso admirados e reverenciados por onde passavam. Belas figuras parecendo olímpicas. Fazem de conta não enxergar ninguém, em que pese posicionados ali, menos de dez metros de onde ajustávamos o barco no cavalete. Ninguém fala, ninguém ri, ninguém se cumprimenta, ninguém encara ninguém, é pura tensão. Pegaríamos argentinos nos píncaros da sua glória, 1956, ano de ouro deles na indiscutível hegemonia não só no continente, mas na Europa, com o mesmo “quatro com” a ser enfrentado dali a pouco. Estávamos confiantes, não obstante...
Chega a ordem, barcos n´água... é agora! A tensão aumenta, mar do Pacífico complicado com suas ondas espaçadas gigantes, ainda calmo, previsão é de vento de lado, pior deles. Não é mar para principiante, nem mesmo veteranos, ondas poderosas lisas, parecendo imperceptíveis formando elevados altos, levando o barco ao pico das nuvens, afundando em seguida, para profundo vale raso entre as ondas, encobrindo o horizonte algumas vezes, para tornar a subir... Bem espaçadas, não interferiam no desempenho e equilíbrio de barco bem treinado em água salgada revolta, permitindo navegabilidade sob cuidado.
No momento decisivo do primeiro páreo resultou “mar encrespado”, nem de lado nem de proa, porém com ondas menores inspirando cuidados, parecidas com maré alta de Florianópolis com vento-sul fraco. Tudo a nos favorecer dentro das condições do mar naquele momento no porto de Callao, Peru. Alinhamento difícil de seis barcos, nervosismo dos timoneiros inquietos manobrando posição de partida, últimas instruções, cada qual procurando tirar vantagem. Adivinhar o momento exato do tiro de largada que não vem, adiantar-se por décimo de segundo se aventurando partir antes do estampido, resulta largada em falso, volta tudo, realinha e o tempo passa.
Primeira saída anulada. Agora não é mais tensão e sim nervosismo geral desenfreado. Afinal de contas, vale um ouro Sul Americano, pelo qual tanto se lutou. Não é pouco para o atleta.
Nossa estratégia estava acertada desde antes: 30 remadas de arrancada muito fortes, curtas, remo fincado a toda força, alcançando entre 36 a 38 remadas por minuto, sem erro, garantia de dianteira. Concentração total sem olhar nem com o rabo do olho sobre o que poderia estar acontecendo, confiando no combinado, agora em ação todos por um. Depois das 30 remadas iniciais, procuramos nos situar constatando, assustados e surpresos, argentinos emparelhados conosco. Impossível! Sua estratégia teria sido igual à nossa? Esses caras são bons! Também eles deveriam estar surpresos com o que não contavam. Daí foram mais 30 remadas em ritmo pouco mais baixo, porém vigoroso, poupando energia para a chegada ainda muito além. Logo alcançamos 1.000 m, os argentinos, impecáveis, abrindo pequena vantagem.
Torcida enlouquecida, ouvindo-se gritaria confusa vinda de longe. Por volta dos 1.500 m espumava pela boca apesar da técnica respiratória de aspirar pelo nariz a qualquer custo, trancar, expirando pela boca. Por volta dos 1.750 m iniciamos a tal virada das 30 mais fortes, não sei “com que roupa”. A exemplo da saída, nos concentramos olhando para o nada. Baixamos a cabeça partindo para o tudo-ou-nada, no escuro. Hora de por à prova ou aprender para nunca esquecer, sobre recompensa à força de vontade somada à persistência em hora decisiva, resultando superação com vitória. Ali, forças físicas ameaçavam faltar, mente pressentindo desmaio? Joelho direito não mais obedecia esticar até o fim, resvalando para o lado e, quando o mundo ameaçava cair..., cruzamos a linha de chegada. Última gota, último fio de forças, com meia proa de vantagem sobre os campeões europeus. Desabei de costas, cabeça no colo do sota-proa, Edison atrás de mim, enforquei o remo, perigo virar o barco. O companheiro me jogou água e logo recuperei. Acabávamos de vencer os Campeões Europeus.
Indescritível o quadro de tristeza, desolação, inconformismo, quase revolta, amargura e vazio sem explicação para cruel realidade impensável, refletido naquelas mesmas expressões antes garbosas e altaneiras.

Anos após, depois de conhecer Buenos Aires e sua gente carinhosa e receptiva aos brasileiros, metrópole realmente confortante, destaque para Porto Madero das carnes na brasa a sua vista, sinto-me em casa, ali. Recoleta com Hotel Alvear insuperável; Rio Tigre, seus clubes e remadores como “Pechenino”, o voga adversário do campeonato sulamericano do Peru em 1956, uno de ellos. Sady, que Deus o tenha, ainda se correspondia com eles. Nunca tive oportunidade de remar na Argentina nos 10 anos de carreira."

## Parte 2
"Regata em condições normais, espaço de tempo decorrido entre primeiro e quarto páreo deve situar-se pouco abaixo de hora e meia. No caso, tendo em vista condições dramáticas impostas pelo primeiro páreo vencedor, “quatro com”, em tese, teríamos prazo insuficiente para recuperação física da dupla Edison & Chicão para a próxima jornada. Depois de integrarem o conjunto do primeiro páreo vencido nas condições descritas, a dupla estava escalada para o quarto páreo “dois com”, contando exíguo prazo de recuperação diante do desgaste sofrido. Como abrir espaço de tempo mínimo indispensável entre uma missão e outra atendendo quesito de segurança de recuperação física de esgotados atletas?
A fórmula estaria na atuação de terceiros remadores, a cumprir o segundo e terceiro páreo seguintes constantes do “dois sem” e “esquife”, ambos sem timoneiro para operar manobras de alinhamento de partida, cabendo ao proa manter a mais perfeita linha reta possível a seguir ao longo de percurso de 2.000 m, tudo sob comando desse remador, o proa. Mesmos procedimentos a serem cumpridos pelo solitário remador de esquife, facilitado por ser embarcação mais curta e leve de fácil manobra.
Imaginem seis concorrentes no segundo e terceiro páreo, sem timoneiro, alinhar seus barcos com rigor de juízes de partida exigentes, em competição deste nível. Os remadores sentados no barco, virados de costas flutuando em longo percurso de 2.000 m, onde só lhes era dado ver a tênue linha do rastro marcado n´água enquanto avançavam de ré para o alvo, a chegada! Vento de lado soprando ameaçador prevendo aumentar. Tanto no segundo páreo “dois sem” quanto no terceiro “esquife”, a confusão de barcos ora se alinhando, ora atravessando, parecia varar a manhã. Não só saídas falsas mas invasão de raia a menos de 250 m da partida esbarrando no adversário em raia vizinha, ao lado, emaranhando remos, anulando a saída, volta à estaca zero. O espaço de tempo se estendia em favor do quarto páreo, favorecendo a recuperação de Edison & Chicão, isolados, descansando.
Foi gesto pensado, ganhando tempo, dando margem às condições físicas da dupla Edison & Chicão serem recuperadas, contando com solidariedade das guarnições amigas do lema que logo se criou, “todos contra Argentina” toda poderosa, vencedora de cinco dos sete páreos da competição. Foi rebelião silenciosa dos fracos contra a grande potência, nesse dia derrotada. Não fosse o Brasil com o “quatro com” e “dois com”, únicas vitórias brasileiras, representado pelo Clube de Regatas Aldo Luz de Santa Catarina, teria levado “lavada” de sete a zero dos argentinos. Com todo respeito, não consigo calar: cariocas do Vasco e Flamengo juntos, um papelão...
Depois da guerra travada no primeiro páreo, voltando à raia cumprindo o quarto, com grande atraso de horário. Por fim, nos conscientizamos prestar simples passeio de demonstração, evitando WO, prejudicial à boa imagem da equipe brasileira. Saímos de leve, remando mansamente a partir da garage, 1.500 m em sentido contrário à raia até o ponto de partida. Esse percurso para alcançar o ponto de partida lá longe, remando ritmo passeio, recuperou boa condição de aquecimento. Alinhar para a largada, músculos aquecidos em perfeita forma para enfrentar o percurso, sem stress, sem compromisso de vitória. O mar, agora, se tornara perto de bravio, com ondas amedrontadoras com largos espaços entre si, viabilizando, contudo, a navegabilidade. Nessa condição de mar éramos especialistas acima de todos demais.
Chilenos muito jovens, físico bem formado, francos favoritos porém inexperientes. Cantavam vitória certa pelos tempos favoráveis apresentados. Todos alinhados, desta vez não houve anulação de partida. Os chilenos largaram com vigor e força, como se estivessem navegando num tranquilo lago suíço. O barco correspondeu em velocidade logo na arrancada, quando se destacaram. Mar revolto, pequenas ondas de proa causadas pelo vento contrário infiltradas ao mesmo tempo com as maiores de lado, resultando “mar encrespado”. No caso, seria crucial velocidade moderada, exigindo apurada técnica no remar nessas condições. Da nossa parte, tínhamos familiaridade em remar com vento e ondas, embora muito menores, porém revoltas como agora.
Os incontroláveis jovens favoritos inexperientes, ao imprimirem velocidade ao barco logo na partida, este ao invés de se adaptar ao movimento das ondas acompanhando seu sobe-desce em velocidade controlada, baixa, dando margem ao barco flutuar as “furava” pelo bico da proa em velocidade. Naufragaram, de forma fragorosa, barco naufragado cheio d´água, servindo de boia de salvação onde se apoiaram esperando resgate. À altura dos 500 m já não éramos mais os últimos. Ritmo 28 remadas por minuto, velocidade estabilizada, barco seco em mar revolto, flutuando conforme as ondas. Com o desenrolar do páreo, corpo em recuperação e movimentos comedidos, o organismo acorda, respiração normaliza, energias se repõem e em instantes volta ao normal.

Uruguai do meu amigo Hugo, logo é alcançado. Também ele em dificuldades com barco inundado, porém navegando de forma sofrível. Ousamos 20 remadas pouco mais vigorosas. Ultrapassagem sem esforço. Nos 1.000 m ouvíamos gritos desesperados lá de longe de torcida numerosa disputando espaço, sem arquibancada, pedindo ensandecida mais vigor e ritmo de remada. Nós sem corresponder, poupando energia. Dali em diante o mar tornou-se muito favorável e havíamos adquirido ritmo. Foi quando nos aventuramos às tais 30 famosas remadas de ultrapassagem certa, ultrapassando todo grupo intermediário. Só restavam agora os argentinos, sempre eles, alcançando 1.500 m isolados, contando vitória certa. Foi o que bastou. Fomos acometidos por uma espécie de estranho impulso de rivalidade esportiva (essencial no esporte e somente nele) dentro do raciocínio do combatente patriota “perder para argentinos? Jamais!“.  Desabamos a remar loucamente quando por volta dos 1.800 m, sem desespero do primeiro páreo, os ultrapassamos de vez e dai, BI-CAMPEÕES SUL AMERICANOS DE REMO EM ÚNICA REGATA. Milagres existem."
| Ano  | Data e competição                                         | Modalidade e equipe campeã | Observação                                                                              |
| ---- | --------------------------------------------------------- | --- | --------------------------------------------------------------------------------------- |
| 1953 | 18 de janeiro Regata das Forças Armadas do Brasil         | 8+: Hamilton Cordeiro, Francisco Schmitt, João Arthur Vasconcellos, Edison Westphal, Arlindo Schmitt, Kalil Boabaid, Sady Cayres Berber, com Moacir Iguatemy da Silveira (timoneiro)                   | Vencedores no 7º páreo, São Paulo                                                       |
| 1953 | 25 de janeiro Prova Clássica das Forças Armadas do Brasil | 8+: Hamilton Cordeiro, Francisco Schmitt, João Arthur Vasconcellos, Kalil Boabaid, Edison Westphal, Antônio Boabaid, Arlindo Schmitt e Sady Cayres Berber, com Moacir Iguatemy da Silveira (timoneiro) | São Paulo                                                                               |
| 1953 | 22 de março 34ª Regata Internacional de Montevidéu        | 8+: Hamilton Cordeiro, Francisco Schmitt, João Arthur Vasconcellos, Kalil Boabaid, Antônio Boabaid, Arlindo Schmitt, Edison Westphal e Sady Cayres Berber, com Moacir Iguatemy da Silveira (timoneiro) | Raia de Melilla, Montevidéu, Uruguai.                                                   |
| 1953 | 14 de junho Páreo Extra Interestadual SC/RS               | 4+: Hamilton Cordeiro, Francisco Schmitt, Edison Westphal e Sady Cayres Berber, com Álvaro Elpo (timoneiro)                                                                                            | Porto Alegre                                                                            |
| 1953 | 15 de novembro Campenonato Catarinense de Remo            | 4+: Hamilton Cordeiro, Francisco Schmitt, Edison Westphal e Sady Cayres Berber, com Álvaro Elpo (timoneiro)                                                                                            | Florianópolis                                                                           |
| 1954 | 17 de janeiro 41º Campeonato Brasileiro de Remo           | 4+: Hamilton Cordeiro, Francisco Schmitt, Edison Westphal e Sady Cayres Berber, com Moacir Iguatemy da Silveira (timoneiro)                                                                            | Raia da Lagoa Rodrigo de Freitas, Rio de Janeiro                                        |
| 1954 | 25 de janeiro Regata da Fundação da Cidade de São Paulo   | 8+:Hamilton Cordeiro, Francisco Schmitt, João Arthur Vasconcellos, Kalil Boabaid, Edison Westphal, José Azevedo, Antônio Boabaid e Sady Cayres Berber, com Moacir Iguatemy da Silveira (timoneiro)     | Raia de Lenheiro, São Paulo                                                             |
| 1954 | 2 de maio 3º Campeonato Sul-Americano de Remo             | 4+: Hamilton Cordeiro, Francisco Schmitt, Edison Westphal e Sady Cayres Berber, com Moacir Iguatemy da Silveira (timoneiro)                                                                            | Raia da Lagoa Rodrigo de Freitas, Rio de Janeiro                                        |
| 1954 | 9 de maio Regata Intermunicipal                           | 4+: Hamilton Cordeiro, Francisco Schmitt, Edison Westphal e Sady Cayres Berber, com Moacir Iguatemy da Silveira (timoneiro)                                                                            | Raia Jarivatuba, em Joinville, no 5º páreo                                              |
| 1954 | 14 de novembro Campeonato Catarinense de Remo             | 4+: Hamilton Cordeiro, Francisco Schmitt, Edison Westphal e Sady Cayres Berber, com Álvaro Elpo (timoneiro)                                                                                            | Florianópolis                                                                           |
| 1955 | 25 de janeiro Prova Fundação da Cidade de São Paulo       | 8+: Hamilton Cordeiro, Francisco Schmitt, João Arthur Vasconcellos, Kalil Boabaid, Edison Westphal, Osman Boabaid, Arlindo Schmitt e Sady Cayres Berber, com Moacir Iguatemy da Silveira (timoneiro)   | Raia de Jurubatuba São Paulo. O Aldo Luz sagra-se campeão pela terceira vez consecutiva |
| 1955 | 31 de julho 1ª Regata Noturna do Rio de Janeiro           | 8+: Hamilton Cordeiro, Francisco Schmitt, Walmor Vilella, Kalil Boabaid, Edison Westphal, Osman Boabaid, Gleno Ricardo Scherer e Sady Cayres Berber, com Álvaro Elpo (timoneiro)                       | Raia da Lagoa Rodrigo de Freitas, Rio de Janeiro                                        |
| 1955 | 18 de dezembro 42º Campeonato Brasileiro de Remo          | 4+: Hamilton Cordeiro, Francisco Schmitt, Edison Westphal e Sady Cayres Berber, com Álvaro Elpo (timoneiro)                                                                                            |                                                                                         |
| 1956 | 29 de abril 4º Campeonato Sul-Americano de Remo           | 4+: Edison Westphal, Francisco Schmitt, Hamilton Cordeiro e Sady Cayres Berber, com Álvaro Elpo (timoneiro)                                                                                            | Raia de Callao, La Punta, Callao, Peru                                                  |
| 1956 | 21 de maio Campeonato Florianopolitano de Remo            | 4+: Hamilton Cordeiro, Francisco Schmitt, Edison Westphal e Sady Cayres Berber, com Álvaro Elpo (timoneiro)                                                                                            | Florianópolis                                                                           |
| 1956 | 17 de junho Regata Marinha Nacional                       | 4+: Hamilton Cordeiro, Francisco Schmitt, Edison Westphal e Sady Cayres Berber, com Álvaro Elpo (timoneiro)                                                                                            | Porto Alegre, venceram o páreo Honra Almirante Barroso                                  |